# 440.
440. je peto desetletje v 5. stoletju med letoma 440 in 449. 